# Luisia volucris
Luisia volucris är en orkidéart som beskrevs av John Lindley. Luisia volucris ingår i släktet Luisia och familjen orkidéer. Inga underarter finns listade i Catalogue of Life.